# Thomas R. Underwood
Thomas R. Underwood (Hopkinsville, 1898. március 3. – Lexington, 1956. június 29.) az Amerikai Egyesült Államok szenátora (Kentucky, 1951–1952).